# Burcht Katzenstein (Meran)
Burcht Katzenstein (Duits: Burg Katzenstein, Italiaans: Castel del Gatto) is een kasteel gelegen bij de Zuid-Tiroolse stad Meran.

## Geschiedenis
Burcht Katzenstein wordt voor het eerst vermeld in 1258 en doet dan dienst als hoofdkwartier van de 'Herren von Katzenstein'. Vanaf 1285 wordt Conrad von Katzenstein eigenaar van de burcht. In 1347 worden zijn beide zoons Diepold en Rudolf von Katzenstein samen genoemd als eigenaar. In 1355 wordt Diepold 'Rat', een soort rechter, van graaf Lodewijk V van Beieren (echtgenoot van Margaretha Maultasch) en in 1361 worden de broers belangrijke personen in het regime van Meinhard III van Tirol. Nadat in 1450 de familielijn Von Katzenstein ten einde loopt, worden in de loop der jaren diverse vazallen eigenaar van de burcht.
Nadat Michael Katzböck de burcht verwierf, liet hij Katzenstein in 1580 grotendeels verbouwen. Door het huwelijk van Susanna Maria Katzböck von Katzenstein met Hans Pögel von Turnstein kwam de burcht in de zeventiende eeuw in handen van de familie Pögel. In 1774 wordt Katzenstein verkocht aan baron Johann Josef von Priami en gaat in 1811 dienstdoen als boerenhof van een plaatselijke boer. In 1860 wordt het gehele landgoed verkocht aan luitenant Franz Huber die wederom grote verbouwingen aan de burcht laat uitvoeren. In 1938 werd burcht Katzenstein eigendom van Josef Menz. Tegenwoordig wordt de burcht nog steeds bewoond door de familie Menz.

## Beschrijving
Naast de in het oog springende vierkante donjon, bestaat de burcht uit een omgebouwde residentie die gebruikt wordt als woning, een dwingel en een kapel met kruisgewelf. Boven de ingang van de burcht staat het jaartal 1553.
De burcht in ingericht met meubels en schilderijen uit de zestiende en zeventiende eeuw.
Omdat de burcht dienstdoet als privéwoning, is deze niet toegankelijk voor bezoekers.